# Марказій (стадіон, Хорог)
Марказій також зустрічається назва Центральний стадіон Хорога (тадж. Варзишгоҳи Марказии Хоруғ) — багатоцільовий стадіон в адміністративному центрі Гірничо-Бадахшанської автономної області Таджикистану — місті Хороге.
Стадіон збудований у 1980-і роки минулого століття. У 2000-х роках був реконструйований. Вміщує 15 тисяч глядачів. У різні роки на цьому стадіоні проводили свої домашні матчі різні футбольні клуби міста та ГБАО. Є домашнім стадіоном збірної Бадахшана та клубів, які виступають у другій лізі чемпіонату Таджикистану. Наразі на стадіоні крім футбольних матчів, проводяться різноманітні спортивні турніри та заходи, а також міські свята та виступи.